# Sigmatoneura
Sigmatoneura — род сеноедов из семейства древесных вшей (собственно сеноедов).

## Описание
Sc1 передних крыльев впадает в C. Гипандрий самца дистально сужен, симметричный, рамка пениса в основании сужена. Генитальная пластинка самки с T-образным тёмным пятном.

## Систематика
В составе рода:
- Sigmatoneura formosa (Banks, 1918)
- Sigmatoneura kolbei
- Sigmatoneura kakisayap